# Van Gogh (1991)
Van Gogh ist ein französischer Spielfilm von Maurice Pialat aus dem Jahr 1991. Der Film behandelt die letzten Wochen im Leben des Malers Vincent van Gogh, die er in dem kleinen, nordwestlich von Paris gelegenen Ort Auvers-sur-Oise verbringt, wo er sich schließlich das Leben nimmt. Für seine Darstellung der Hauptfigur wurde Jacques Dutronc mit einem César ausgezeichnet.

## Handlung
Der Film beginnt mit der Ankunft Vincent van Goghs am Bahnhof Chaponval von Auvers-sur-Oise. Van Gogh bezieht ein Zimmer im Gasthof Ravoux und stattet Doktor Paul Gachet einen ersten Besuch ab. Gachet ist Arzt, und auf Vermittlung seines Bruders Theo hat Vincent sich zu ihm begeben, um dort die Ursache seiner Kopfschmerzen zu klären, an denen er seit seinem Nervenzusammenbruch in Arles leidet. Gachet, selbst Sammler der Werke der Impressionisten und mit einigen von ihnen befreundet, wird zu van Goghs Förderer. Wann immer Gachet sich aber mit kennerhaften Bemerkungen hervortun will („comme c’est difficile de faire simple“, es sei ja so schwierig, einfach zu bleiben), sieht man van Goghs Gesichtsausdruck an, dass er von solcher Art Hineinreden in seine Arbeit nicht viel hält. Dennoch hält er sich oft im Haus Gachets auf, und sei es nur, um die dort hängenden Bilder Paul Cézannes und anderer zu bewundern. Das erste Bild, das er selbst dort malt, ist das von Gachets klavierspielender Tochter Marguerite.
Am Ufer der Oise hat das Personal eines Bordells sein Lager aufgeschlagen. Unter ihnen ist auch Cathy, eine hübsche junge Frau, die van Gogh aus seiner Zeit in Arles kennt und der er hier zufällig wiederbegegnet. Vertraut sprechen sie miteinander, und sie bemerkt (und es ist dies ein kleiner Hinweis an alle Zuschauer, die ihrerseits bemerkt haben, dass der van Gogh dieses Films noch beide Ohren besitzt), dass sein Ohr gut verheilt ist. Als aber Marguerite Gachet dort auftaucht, geht van Gogh mit ihr.
Ein Sonntagsessen im Garten des Hauses Gachet. Der Hausherr hat dazu außer Vincent auch dessen Bruder, den Kunsthändler Theo van Gogh mit Familie – seine Frau Jo mit ihrem kleinen, gerade ein paar Monate alten Vincent Willem – eingeladen. In ausgelassener Stimmung streift man im Gespräch von der Malerei bis zur Homöopathie die verschiedensten Themen. Höhepunkt ist es, als der Reihe nach alle Anwesenden ein paar Darbietungen vortragen. Dann bricht man auf zum Spaziergang an die Oise.
Dort, am Ufer der Oise, befindet sich eine Guinguette, und so mischt sich die kleine Sonntagsgesellschaft von Gachet und seinen Kindern, Marguerite und Coco, von Vincent und Theo und dessen Frau Jo unter die Gäste, zu denen auch die Damen des Bordells gehören. Am Rande des Tanzvergnügens findet sich Gelegenheit für Gespräche – wiederum natürlich über Malerei, aber auch Sorgen werden ausgesprochen. Als Jo beim Spaziergang mit Vincent ihr Leid über ihre Ehe mit Theo klagt, stürzt er, Vincent, sich plötzlich von einem Boot aus ins Wasser. Ein Scherz, wie sich herausstellt, aber auch eine Andeutung, wozu er fähig ist.
Zwischen van Gogh und Marguerite entsteht eine enge Beziehung. Marguerite ist in Vincent verliebt; es gibt Momente von großer Zärtlichkeit, wenn er ihr seine Selbstzweifel mitteilt; sie schlafen ein paarmal miteinander, aber am Ende muss sie resigniert feststellen: „Ich weiß, dass du mich nicht liebst – du hast nur deine Malerei.“
Immer deutlicher zeigen sich die seelischen Krisen, in die van Gogh vollkommen abrupt gerät. Sieht man ihn in einer Szene noch im Sonnenschein, am Rand eines Kornfelds im vertrauten Gespräch mit Marguerite, so in der nächsten in seinem dunklen Zimmer im Gasthof Ravoux, als er sich einen Revolver vor die Stirn hält.
Van Gogh besucht seinen Bruder Theo in Paris. Auch dort, im Gespräch mit Theo und Jo, äußert er seine Selbstzweifel, die aber im nächsten Moment in Aggressivität gegen seinen Bruder umschlagen, an dem es liege, dass sich keine Käufer für seine Bilder finden. – Van Gogh zieht es in ein Tanzlokal und Bordell auf dem Montmartre, wo er Cathy und die anderen Prostituierten wiedertrifft. Marguerite ist Vincent nach Paris nachgereist und lässt sich von Theo zu jenem Tanzlokal führen. Ein langer Abend der Tänze und der Lust und auch der Eifersucht.
Zurück in Auvers. Cathy besucht van Gogh, wie sich herausstellt, ein letztes Mal. Denn nur kurze Zeit darauf sieht man ihn, wie er sich mit blutrotem Hemd am Ufer der Oise dahinschleppt. Mit einem Revolver hat er sich in den Bauch geschossen. Er wankt zum Gasthof Ravoux; zwei Ärzte, Gachet ist einer von ihnen, sind ratlos, was zu tun ist; Theo kommt aus Paris und verbringt noch einen Tag neben dem Bett seines Bruders. Dann stirbt Vincent van Gogh an den Folgen seiner Schussverletzung.
Die letzte Szene des Films zeigt Marguerite, als sie in Trauerkleidung das Haus verlässt. Sie wechselt ein paar Worte mit einem Maler, der in einer Straße von Auvers-sur-Oise seine Staffelei aufgebaut hat. Es fällt der Name van Gogh, und er fragt sie: „Sie kannten ihn?“ Marguerite antwortet: „Oui, c’était mon ami“ – „Ja, er war mein Freund.“

## Hintergrund
- Zur Dauer des Aufenthalts van Goghs in Auvers-sur-Oise und zu den Daten der einzelnen Ereignisse gibt es im Film selbst keine genauen Angaben. Pialat hat sich aber im Handlungsablauf an die bekannte Chronologie der letzten Lebenswochen van Goghs gehalten. 20. Mai 1890: Ankunft in Auvers-sur-Oise, 8. Juni: Besuch von Theo mit Frau und Kind in Auvers, 6. Juli: Besuch von Vincent bei Theo in Paris, 27. Juli: Selbstverletzung durch Schuss in Brust oder Bauch, 29. Juli: Tod.[1]
- Bereits 1965 drehte Pialat einen 7-minütigen Film über van Goghs Zeit in Auvers-sur-Oise für das französische Fernsehen.[2]
- Die im Film vorkommenden Gemälde van Goghs wurden in einem Laser-Verfahren aus den Originalen reproduziert.[3] Es sind dies, in der Reihenfolge, in der sie im Film erscheinen, im Besonderen: Marguerite Gachet am Klavier, von van Gogh, im Freien stehend mit dem Blick durchs offene Fenster gemalt; die im Atelier mit letzten Pinselstrichen fertiggestellten Weizenfelder nach dem Regen; noch auf der Staffelei stehend das Bild von Mademoiselle Gachet in ihrem Garten; im Atelier, gegen eine Kommode gelehnt und von Doktor Gachet bestaunt, das Weizenfeld unter einem Gewitterhimmel; unmittelbar danach die beiden Porträts Doktor Gachets, dieses und dieses; das Bild Am Ufer der Oise in Auvers, über das er mit Gilbert in Streit gerät; und schließlich in Theos Wohnung in Paris die noch in Arles oder Saint-Rémy gemalten Mandelblüten.
- In einigen Einstellungen und Szenen erweist Pialat seine Reverenz an Filme von Jean Renoir und von John Ford. Der Blick auf die Oise und die vorbeigleitenden Ruderboote gleicht in einigen Einstellungen Aufnahmen in Renoirs Une partie de campagne.[4] Der im Tanzsaal auf dem Montmartre als „la marche“ ausgerufene Formationstanz ist ein direktes Remake der entsprechenden Ballszene in Fords Fort Apache.[5]
- Unter den Gästen des Tanzlokals auf dem Montmartre befinden sich neben van Gogh zwei weitere Maler: Suzanne Valadon und Henri de Toulouse-Lautrec.
- Wie in einigen seiner anderen Filme besetzte Maurice Pialat die Rollen sowohl mit professionellen Schauspielern – für einige von ihnen, z. B. für Lise Lamétrie als Madame Ravoux, war ihre Rolle in Van Gogh ihr Filmdebüt – als auch mit Laiendarstellern.

## Kritiken
„Die von großer Darstellungskunst und impressionistisch-subtiler Fotografie bestimmte Schilderung der letzten zwei Monate im Leben Vincent van Goghs von Ende Mai bis Ende Juli 1890 im nordfranzösischen Auvers-sur-Oise. In Verknüpfung von Vincents Innendrama und äußerer Schicksalsform mit der wesensverwandten Zerrissenheitstragödie seines Bruders Theo, wie auch im Lebensaufriß prägnanter Nebenfiguren offenbaren sich Leid und Erlösungsbedürftigkeit als Grundlagen menschlicher Existenz.“

„Maurice Pialat konzentriert sich auf van Goghs letztes Lebensjahr in Auvers-sur-Oise, auf seine Beziehungen zu Doktor Gachet, seine Tochter, zum Bruder Theo und dessen Frau, sowie zu Freunden und Prostituierten. Aus dem nüchtern gezeichneten Alltag entsteht das Bild eines verschlossenen, zerquälten Menschen, der sich nicht anpassen kann und deshalb überall aneckt. Die in der Rekonstruktion der Epoche stimmige filmische Annäherung an den Künstler van Gogh beläßt diesem das Geheimnis seiner Kreativität. Hervorragend Jacques Dutronc in der Rolle van Goghs.“

„Anders als Altman in Vincent und Theo zielt Pialat nicht auf ein Psychogramm der Brüderbeziehung. Er zeigt Vincent vielmehr als Werktätigen, der sein Produkt, mit dem er sich identifiziert, als gewogen und zu leicht beurteilt sieht. […] ‚Van Gogh‘ ist keine Künstlerbiographie im herkömmlichen Sinne.“

## Auszeichnungen
Der Film wurde 1991 für die Goldene Palme in Cannes nominiert, erhielt jedoch keine Auszeichnungen.
Bei der Verleihung des César 1992 erhielt Hauptdarsteller Jacques Dutronc die Auszeichnung als bester Schauspieler. Des Weiteren erhielt der Film Nominierungen in den Kategorien bester Film, bester Regisseur, bester Nebendarsteller (Gerard Sety und Bernard Le Coq), beste Kamera, bestes Szenenbild, bestes Originaldrehbuch, beste weibliche Hauptrolle (Elsa Zylberstein), beste Kostüme sowie beste Ausstattung.
Elsa Zylberstein erhielt neben der César-Nominierung zudem den Prix Michel Simon als beste Schauspielerin.
Darüber hinaus wurde dem Film der Publikums- und Kritikerpreis der Radiosendung Masque et la Plume verliehen.